# اوتوینا
اوتوینا (به لاتین: Útvina) یک منطقهٔ مسکونی در جمهوری چک است که در ناحیه کارلووی واری واقع شده‌است.